# (38573) 1999 WA1
1999 دابليو أي 1 (ويعرف أيضًا باسم (38573) 1999 دابليو أي 1 وفق تسمية الكوكب الصغير) (بالإنجليزية: 1999 WA1)‏ هو كويكب ضمن حزام الكويكبات؛ وترتيبه 38573 من حيث الاكتشاف.
اكتُشف هذا الجُرم الفلكي بواسطة دنيس ك. تشيسني في 19 نوفمبر 1999.

## وصلات خارجية
- (38573) 1999 WA1 في قاعدة بيانات مختبر الدفع النفاث لأجرام النظام الشمسي الصغيرة

- الاكتشاف · مخطط المدار ·  العناصر المدارية · المعلمات المادية

- (38573) 1999 WA1 على موقع ويكي سكاي: DSS2, SDSS, GALEX, IRAS, Hydrogen α, X-Ray, Astrophoto, Sky Map, Articles and images